# Khalil Al Ghamdi

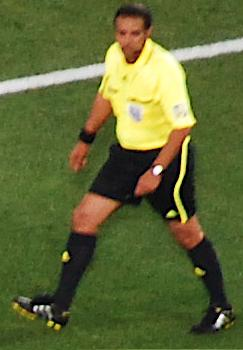
Khalil Al Ghamdi

Khalil Ibrahim Al Ghamdi (Arabisch: الحكم خليل إبراهيم جلال الغامدي) (Djedda, 2 september 1970) is een Saoedi-Arabische voetbalscheidsrechter, die ook internationaal actief is. 
Al Ghamdi floot in 2005 in Nederland op het WK voor spelers tot 20 jaar. Hij leidde onder meer de wedstrijd tussen Nederland en Benin. 
Hij stond op de reservelijst voor het WK in 2006 in Duitsland, waar hij vierde official was. In december 2006 floot Al Ghamdi op het WK voor clubs in Japan.
In maart 2013 noemde de FIFA Al Ghamdi een van de vijftig potentiële scheidsrechters voor het Wereldkampioenschap voetbal 2014 in Brazilië.